# Дальні їздці
«Дальні їздці» (англ. The Long Riders) — американський вестерн 1980 року.

## Сюжет
Банда Джессі Джеймса — найвідоміша зграя грабіжників банків, поїздів і диліжансів. Сповнені відваги, вони мають славу в народі місцевих героїв. Але впіймати їх обіцяє всемогутнє розшукове агентство Пінкертона, а це значить, що бандитів чекає зустріч зі смертельним ворогом. Вибір небагатий: опинитися за ґратами або загинути. Тільки сила волі і кровна спорідненість дають гангстерам надію на порятунок в обстановці жорстокої погоні, несподіваних зрад і жарких сутичок.

## У ролях
| Актор               | Роль          |
| ------------------- | ------------- |
| Девід Керрадайн     | Коул Янгер    |
| Кіт Керрадайн       | Джим Янгер    |
| Роберт Керрадайн    | Боб Янгер     |
| Джеймс Кіч          | Джессі Джеймс |
| Стейсі Кіч          | Френк Джеймс  |
| Денніс Квейд        | Ед Міллер     |
| Ренді Квейд         | Клелл Міллер  |
| Кевін Брофі         | Джон Янгер    |
| Гаррі Кері молодший | Джордж Артур  |
| Крістофер Гест      | Чарлі Форд    |
| Ніколас Гест        | Боб Форд      |
| Шелбі Леверінгтон   | Енні Ролстон  |
| Феліче Орланді      | Карл Реддік   |
| Памела Рід          | Белле Старр   |
| Джеймс Ремар        | Сем Старр     |
| Фран Райан          | місіс Семюел  |
| Саванна Сміт Буше   | Зі            |
| Емі Страйкер        | Бет           |

| Актор              | Роль              |
| ------------------ | ----------------- |
| Джеймс Вітмор мол. | Джейкоб Рікслі    |
| Джон Боттомс       | трунар            |
| Вест Б'юкенен      | Маккоркіндейл     |
| Едвард Банкер      | Білл Чадвелл      |
| Мартіна Дейнан     | Ширлі Біггс       |
| Аллан Граф         | клієнт банку      |
| Кріс Малкі         | Вернон Біггс      |
| Томас Майерс       | банківський касир |
| Марліз П'єрра      | Вільгельміна      |
| Гленн Робардс      | доктор            |
| Тім Россович       | Чарлі Піттс       |
| Лін Шей            | Кейт              |
| Гері Воткінс       | банківський касир |
| Пітер Джейсон      | Пінкертон         |
| Д'юк Страуд        | Пінкертон         |
| Стівен Чемберс     | Пінкертон         |
| Вільям Трейлор     | Пінкертон         |
| Дж. Дон Фергюсон   | проповідник       |

## Зйомки
Частина фільму була знята в Парроті, штат Джорджія, а початкова сцена була знята в Лірі, штат Джорджія. Головна вулиця Лірі була покрита брудом, щоб приховати асфальтову дорогу, а також багато фасадів магазинів були змінені, щоб виглядати "автентично" на той час. Залізничні сцени були зняті на залізниці штату Техас та залізниці Сьєрра в окрузі Туолумне, Каліфорнія.
"Спочатку компанія хотіла знімати в Міссурі, але вони виявили, що розростання міст просто вибило це з колії", — сказав публіцист. "Паррот був обраний тому, що там час ніби зупинився. Руйнування років не торкнулося будівель і він дуже нагадує Нортфілд, штат Міннесота, в 1876 році", — сказав Джин Леві, менеджер з виробництва.
Хілл каже, що найскладнішим був епізод, де коні стрибали крізь скло. "Ми тренували їх протягом трьох тижнів, змушуючи стрибати без скла. Після того, як ми привчили їх до цього, ми вставили скло. Для коней це велика несподіванка, і вони роблять це лише один раз. Для другого стрибка нам довелося використовувати іншу пару коней".
Стейсі Кіч каже, що брати зближувалися, граючи музику разом щовечора під час знімання. Він каже, що брати Гості сиділи окремо від інших, тому що вони грали лиходіїв.